# Du må'kke komme her og komme her
Du må'kke komme her og komme her är ett musikalbum med Øystein Sunde utgivet på Sundes skivbolag, Spinner Records, som LP, kassett och CD 1999. Två låtar, "Frk. Bibelstripp och "Rope på Rolf" spelades in i januari 1999 och utgavs som CD-singel i mars 1999.

## Låtlista
Sida 1
1. "Du må'kke komme her og komme her" – 3:26
2. "Hva var det jeg sa" – 3:57
3. "Pengeinnsamler'n (en revyvise)" – 1:50
4. "Lumbago boogie" – 3:42
5. "Katta til Hansen (en skillingsvise)" – 3:38
6. "Trendhopper'n" – 3:15

Sida 2
1. "Regning med gaffel" – 3:54
2. "En smule, ikke et helt brød" – 3:37
3. "Oslo Maraton" – 2:31
4. "Frk. Bibelstripp" – 2:34
5. "Rope på Rolf" – 3:16
6. "Jeg sprengte TV'n i går" – 4:02

- Samtliga låtar skrivna av Øystein Sunde.

## Medverkande
Musiker
- Øystein Sunde – sång, akustisk gitarr, elektrisk gitarr, dobro
- Bugge Wesseltoft – hammondorgel (på "Du må'kke komme her og komme her", "Hva var det jeg sa", "Trendhopper'n", "Regning med gaffel", "Jeg sprengte TV'n i går"), piano (på "Pengeinnsamler'n (en revyvise)", "Lumbago boogie", arrangement
- Sveinung Hovensjø – basgitarr (på "Hva var det jeg sa", "Regning med gaffel", "Frk. Bibelstripp", "Lumbago Boogie"), basgitarr, elektrisk gitarr (på "Du må'kke komme her og komme her", "Trendhopper'n", "Jeg sprengte TV'n i går")
- Per Hillestad – trummor (på "Du må'kke komme her og komme her", "Hva var det jeg sa", "Lumbago boogie", "Trendhopper'n", "Regning med gaffel", "Jeg sprengte TV'n i går")
- Aslag Haugen – rytmgitarr (på "Katta til Hansen (en skillingsvise)", "Frk. Bibelstripp", "Rope på Rolf")
- Lars Håvard Haugen – sologitarr (på "Katta til Hansen (en skillingsvise)", "Frk. Bibelstripp", "Rope på Rolf")
- Morten Sand – steelgitarr (på "Katta til Hansen (en skillingsvise)")
- Arne Henry Sandum – basgitarr (på "Katta til Hansen (en skillingsvise)", "Rope på Rolf")
- Bjørn Gunnar Sando – trummor (på "Katta til Hansen (en skillingsvise)", "Frk. Bibelstripp", "Rope på Rolf")
- Arne Moslåtten – dragspel (på "Frk. Bibelstripp")
- Hot Club de Norvège
  - Jon Larsen – sologitarr (på "En smule, ikke et helt brød")
  - Per Frydenlund – rytmgitarr (på "En smule, ikke et helt brød")
  - Svein Aarbostad – kontrabas (på "En smule, ikke et helt brød")
  - Finn Hauge – violin (på "En smule, ikke et helt brød")
- Kari Iveland – körsång (på "Du må'kke komme her og komme her", "Frk. Bibelstripp")
- Elisabeth Moberg – körsång (på "Du må'kke komme her og komme her", "Hva var det jeg sa", "Lumbago boogie", "Regning med gaffel", "Frk. Bibelstripp", "Rope på Rolf", "Jeg sprengte TV'n i går")
- Johnny Sareussen – körsång (på "Du må'kke komme her og komme her", "Hva var det jeg sa", "Lumbago boogie")
- Marian Lisland – körsång (på "Hva var det jeg sa", "Lumbago boogie", "Regning med gaffel", "Rope på Rolf", "Jeg sprengte TV'n i går")
- Jan Paulsen, Tomas Siqveland, Trond Trøste, Audun Tylden – körsång (på "Hva var det jeg sa", "Oslo Maraton")
- Odd Hannisdal, Henrik Hannisdal – violin (på "Oslo Maraton")
- Morten Hannisdal – cello (på "Oslo Maraton")
- Marek Konstantynowicz – viola (på "Oslo Maraton")
- Horns for Hire – blåsinstrument (på "Du må'kke komme her og komme her", "Lumbago boogie")
  - Jens Petter Antonsen – trumpet
  - Morten Halle – saxofon
  - Torbjørn Sunde – trombon

Produktion
- Øystein Sunde, Johnny Sareussen – musikproducent
- Per Sveinson – ljudtekniker
- Ola Johansen – mastering
- Svein Erik Furulund – foto
- Jørn Scholz – omslagsdesign